# Gefecht von Sam Khubis
1914

Maritz-Rebellion – Naulila – Sandfontein
1915

Kakamas – Trekkopje – Sam Khubis – Otavifontein
Beim Gefecht von Sam Khubis (selten auch Sam-Khubis) am 8. Mai 1915 trafen Einheiten der Schutztruppe für Deutsch-Südwestafrika auf eine Gruppe der Rehobother Baster im Zuge der Aufstandsbewegung dieser Ethnie während des Südwestafrikafeldzugs des Ersten Weltkriegs. 
Das Gefecht war der Endpunkt der Auseinandersetzung zwischen der deutschen Kolonialmacht und der Volksgruppe, da kurz darauf die Einheiten der Schutztruppe vor den anrückenden südafrikanischen Truppen abziehen mussten.

## Vorgeschichte
Die ethnische Gruppierung der Baster war um 1868 ursprünglich aus der britischen Kapkolonie eingewandert und hatte sich in der Gegend um Rehoboth niedergelassen. Zur Zeit der deutschen Kolonialherrschaft genoss die Gruppe hier einen relativen Autonomiestatus basierend auf einem am 15. September 1885 geschlossenen Schutzvertrags, der am 26. Juli 1895 noch um ein Abkommen zur Wehrpflicht der Baster in deutschen Diensten zwischen dem Kaptein Hermanus van Wyk und der deutschen Kolonialverwaltung erweitert wurde. Zu Beginn des Ersten Weltkriegs stellten die Baster folgerichtig Hilfstruppen, die allerdings nicht im Kampf gegen Weiße eingesetzt werden sollten. Insofern beschränkte sich der Einsatz der Truppe, die aus etwa 176 berittenen Soldaten geführt von deutschen Offizieren und Unteroffizieren bestand, auf Hilfsdienste.
Zu ersten Spannungen kam es, als die Einheit außerhalb des Rehoboth Gebietes zu Wachdiensten eingesetzt wurde. Zusätzlich wurden ab Mitte Januar 1915 auch noch Ochsengespanne für Transportaufgaben der Schutztruppe im Bastergebiet requiriert. Als die Truppe im Februar 1915 ohne das weiße Führungspersonal in Uitdraai zur Bewachung überwiegend burischer Kriegsgefangener eingesetzt war, wuchs der Gegensatz zur deutschen Kolonialmacht auch durch die Einflussnahme der ebenfalls Afrikaans sprechenden Gefangenen. Im April sollten weitere Baster-Soldaten auch die Bewachung des Kriegsgefangenenlagers in Otjiwarongo, also wiederum außerhalb des Bastergebietes, übernehmen. Diese Umstände, weiterhin der für die Deutschen ungünstige Kriegsverlauf in der Kolonie sowie das Bestreben, auch unter der vermuteten neuen Herrschaft der Südafrikaner, eine gewisse Unabhängigkeit zu behaupten, führte schließlich dazu, dass sich die Volksgruppe gegen die Deutschen erhob.
Am 1. April traf der Baster-Kaptein Cornelius (Neels) van Wyk, der Bruder von Hermanus van Wyk, den südafrikanischen General und Oberkommandierenden Louis Botha im bereits besetzten Swakopmund. Ab dieser Zeit griff die Aufstandsbewegung schnell um sich. Eine Anordnung der Kolonialverwaltung, die Baster-Kompanie nach Norden zu verlegen, wurde ignoriert. Im Gegenteil fassten die Baster unter dem Basterratsmitglied Pieter Mouton den Plan, sich eigenmächtig dem Zugriff der Schutztruppe zu entziehen. Als Ziel wurde die Wasserstelle Sam Khubis, etwa 80 Kilometer südwestlich von Rehoboth, ausgewählt, da diese als leicht zu verteidigen galt. Da alle Ochsenkarren, die für diese Absetzbewegung benötigt wurden, allerdings von den Deutschen requiriert worden waren, begannen die Baster, die umliegenden Farmen zu überfallen, um die dort noch vorhandenen Gefährte sowie weitere Waffen und Munition zu erbeuten. In einigen Fällen wurden die dort ansässigen Bewohner darunter auch Frauen und Kinder hierbei ermordet. Auch deutsche Polizeiposten im Rehoboth Gebiet wurden Ziel von Überfällen, wobei es ebenfalls Tote gab. Morton selbst war am 21. April an dem Überfall auf die Polizeistation in Schlip beteiligt, wobei der Polizei-Sergeant Siegmann getötet wurde. Von deutscher Seite kam es daraufhin zu Racheakten, bei denen unter anderem auch die Familie von Cornelius van Wyk ermordet wurde, was die Baster zusätzlich zum Widerstand motivierte.
Ab dem 19. April verhandelte Oberstleutnant Bethe, als Vertreter der Kolonialmacht, erneut mit dem Basterrat in Rehoboth zur Einstellung der Feindseligkeiten. Am 22. April waren die Verhandlungen gescheitert. Bethe sprach gegenüber dem Rat eine formelle Kriegserklärung aus und kündigte die vormals geschlossenen Verträge.
Bereits in der Nacht zum 18. April hatten alle 45 Baster-Soldaten ihre Posten in Uitdraai in Richtung Rehoboth verlassen, das von der 4. Ersatzkompanie der Schutztruppe besetzt war. Ein Angriff der Baster konnte die Einheit am 23. April nachmittags abweisen. Die inzwischen eingetroffene 5. (berittene) Ersatzkompanie nahm die Verfolgung der Baster auf, wobei es erneut zu einem kurzen Gefecht kam. Ebenfalls am 23. April griff die 3. Ersatzkompanie eine Kolonne erbeuteter Wagen und berittener Kämpfer der Baster an der Bahnlinie nahe Uitdraai an.

## Das Gefecht
Am 25. April traf Bethe in Windhuk mit dem dortigen Etappen-Kommandeur Wilhelm von Saurma-Jeltsch (1872–1923; Saurma (Adelsgeschlecht)) zusammen. Dieser befahl die weitere Verfolgung der Bastergruppierung um Pieter Mouton und Cornelius van Wyk über Neuras auf Kobus, dem Wohnsitz des Rebellenführers Dirck van Wyk. Beim Vorrücken auf den Ort kam es durch in Guerillataktik kämpfende Baster zu Verlusten bei der Schutztruppe.
Kobus wurde am 28. April besetzt und die Verfolgung der Bastergruppe um Mouton wurde anschließend in Richtung Klein Aub fortgesetzt. An der Wasserstelle Sam Khubis konnten Spähtrupps der Schutztruppe die Aufständischen schließlich ausfindig machen. Am 8. Mai erfolgte der deutsche Angriff mit der 5. Reserve-Kompanie, die die inzwischen befestigte Wasserstelle und einen Berghang direkt attackierte. Die 4. Reserve-Kompanie griff den linken Flügel der Baster an. Der Angriff wurde von einer Halb-Batterie Gebirgsgeschütze von einem Hügel aus unterstützt. Der Angriff war erfolgreich und es gelang den Deutschen, die Wasserstelle zu besetzen. Die deutschen Verluste betrugen fünf Tote und neun Verwundete. Die Verluste der Baster sollen ungleich schwerer gewesen sein.
Kurz nach dem Gefecht traf mittels Boten die Nachricht ein, dass die Schutztruppe Nauchas hatte räumen müssen und dass südafrikanische Einheiten bereits auf Windhuk vorstießen. Da auch eine Unterbrechung der Verbindungsbahn Windhoek–Keetmanshoop, der einzigen Rückzugsmöglichkeit für seine Truppen, drohte, ließ Graf Saurma die Verfolgung der flüchtenden Baster abbrechen und marschierte nach Norden.
Per Bahntransport erreichten die Einheiten Rehoboth am 11. Mai. Die Marschkolonne mit den Fahrzeugen wurde am 15. Mai von südafrikanischen Soldaten gestellt und geriet in Gefangenschaft.

## Nachwirkungen
Die Aufstandsbewegung hatte für den Kriegsverlauf in Deutsch-Südwestafrika nur geringe Auswirkungen. Zwar zwangen die Baster die Schutztruppe, sich noch stärker auf ein großes Gebiet zu zersplittern und wertvollen Nachschub und Reserven einzusetzen, jedoch war die Unterlegenheit der Deutschen so gravierend, dass auch der geschlossene Einsatz der Abteilung Saurmas gegen den Hauptgegner, die Südafrikanische Union, den weiteren Kriegsverlauf nicht beeinflusst hätte.
Die Baster, die mit dem Aufstand ihre Unabhängigkeit wahren wollten, erreichten letztlich ihr Ziel langfristig nicht. Zwar gelang es ihnen, in der Region um Rehoboth zunächst den Status eines „Homelands“ zu etablieren. Nach der Baster-Rebellion von 1925 wurde diese Vereinbarung allerdings reguliert und die anschließende Mandatsregierung der Südafrikaner gestand den Bastern keine weitergehende Autonomie zu. Letztlich änderte sich dies auch nicht nach der Unabhängigkeit Namibias 1990. 
Der Tag des Gefechts wird bis zum heutigen Tag von der Baster-Gemeinschaft als Gedenktag gefeiert. Seit 2013 steht das Gebiet Sam Khubis auf der Vorschlagsliste als Nationales Denkmal.